# Myrmelachista ulei
Myrmelachista ulei är en myrart som beskrevs av Auguste-Henri Forel 1904. Myrmelachista ulei ingår i släktet Myrmelachista och familjen myror.

## Underarter
Arten delas in i följande underarter:
- M. u. dubia
- M. u. ulei